# A Light That Never Comes
«A Light That Never Comes» —en español: «Una luz que nunca viene»— es una canción de la banda de rock Linkin Park, en colaboración con el músico de electro house Steve Aoki. Se compuso para el segundo álbum de remezcla de la banda, Recharged, del cual es su primer tema. La canción se estrenó por radio el 16 de septiembre de 2013 y ese mismo día se habilitó su descarga digital a través de Xbox Music. El sencillo en formato de CD se lanzó el 11 de octubre de 2013.

## Composición
En una entrevista del 20 de agosto de 2013, el cantante de Linkin Park Mike Shinoda comentó que el trabajo de colaboración con Steve Aoki había comenzado hacía seis meses: «Steve y yo comenzamos hablando por Twitter, luego nos mandamos correos electrónicos y al final comenzamos a componer música sin parar». Shinoda afirmó que conocía el trabajo de Aoki, lo consideraba «muy activo haciendo remezclas y cosas por el estilo» y, al igual que la música de Linkin Park, creía que podía alcanzar géneros y estilos musicales variados. El resultado final de la colaboración fue «A Light That Never Comes», canción en la que se conjugan tanto elementos de rock y rap como sonidos propios de la música electrónica de baile. Sobre esta mezcla de géneros, Aoki comentó que la idea era «construir [un] puente entre [los] dos mundos y hacerlo de una manera orgánica», manteniéndose «auténticos a [sus] elementos» y que «tanto los fans de la música electrónica como los de Linkin Park se pueden sentir atraídos [a la canción] de manera natural».

## Presentación en vivo
El sencillo se hizo público por primera vez el 10 de agosto de 2013, durante el festival Summer Sonic en Tokio, Japón. Mientras Steve Aoki realizaba su presentación, Mike Shinoda y Chester Bennington subieron al escenario y juntos interpretaron la canción. En una entrevista unos días más tarde, Aoki afirmó que dieron la presentación juntos «de manera muy agresiva» y que le recordó a los conciertos de punk de su juventud. Por su parte, Shinoda comentó que no tienen planes actualmente de interpretar la canción junto a Aoki de nuevo pero que imagina que sucederá: «No sé si será como lo que se vio en el show en Summer Sonic, con solo Chester, Steve y yo, o si será la banda entera junto a Steve. Puedo ver ambas cosas sucediendo».

## Lanzamiento
El 12 de septiembre se publicó LP Recharge, un videojuego de Facebook gratuito, a través del cual los usuarios, una vez completado el juego, podían acceder y desbloquear el sencillo A Light That Never Comes. El videojuego, de acción y estrategia y ambientado en un futuro distópico, contó con el desarrollo de Linkin Park y la empresa Kuuluu Interactive Entertainment AG. Mike Shinoda, quien tiene estudios de arte, colaboró en el diseño gráfico del videojuego.

## Vídeo musical
El 6 de octubre Joe Hahn, uno de los miembros de Linkin Park, confirmó que el vídeo musical de A Light That Never Comes se encontraba en producción, enviando dos detrás de las escenas de las imágenes y una breve vista previa del vídeo en su cuenta de Instagram. El vídeo se estrenó el 16 de octubre, aunque en varios sitios web a través del mundo apelando solo a sus respectivas regiones. Mundialmente, su estreno fue el 17 de octubre. Su dirección estuvo a cargo de Hahn. Una característica detrás de las escenas del video es el sitio web oficial de Dell. El video muestra a la banda, y una estatua de Steve Aoki en un mundo cibernético, junto con una actriz no identificada.

## Lista de canciones
| Descarga digital |                                             |          |  |
| N.º              | Título                                      | Duración |  |
| 1.               | «A Light That Never Comes» (con Steve Aoki) | 3:49     |  |

| Sencillo en formato de CD |                                             |          |  |
| N.º                       | Título                                      | Duración |  |
| 1.                        | «A Light That Never Comes» (con Steve Aoki) | 3:49     |  |
| 2.                        | «Until It Breaks» (remezcla de Datsik)      | 6:00     |  |

| Descarga digital (remezclas) |                                                       |          |  |
| N.º                          | Título                                                | Duración |  |
| 1.                           | «A Light That Never Comes» (Rick Rubin Reboot)        | 4:40     |  |
| 2.                           | «A Light That Never Comes» (remezcla de Vicetone)     | 3:53     |  |
| 3.                           | «A Light That Never Comes» (remezcla de Angger Dimas) | 4:53     |  |
| 4.                           | «A Light That Never Comes» (remezcla de twoloud)      | 5:40     |  |
| 5.                           | «A Light That Never Comes» (remezcla de Coone)        | 5:45     |  |
| 6.                           | «A Light That Never Comes» (remezcla dub de Vicetone) | 4:57     |  |
| 7.                           | «A Light That Never Comes» (remezcla de Brian Yates)  | 4:00     |  |